# Stałe Przedstawicielstwo Rzeczypospolitej Polskiej przy Narodach Zjednoczonych w Nowym Jorku

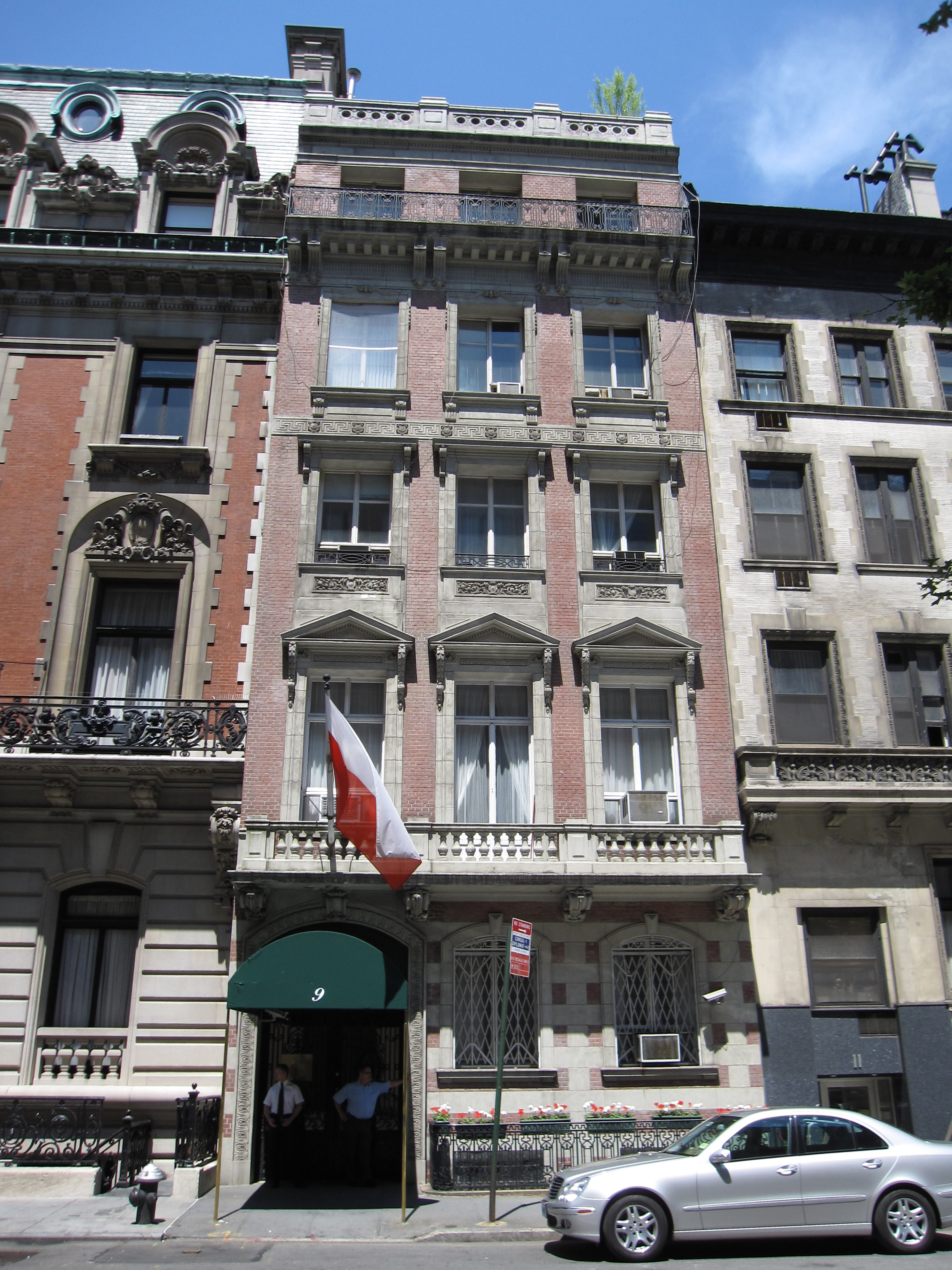
Charles Scribner House przy 9 East 66th, b. siedziba Stałego Przedstawicielstwa PRL/RP przy Narodach Zjednoczonych (1959–2011)

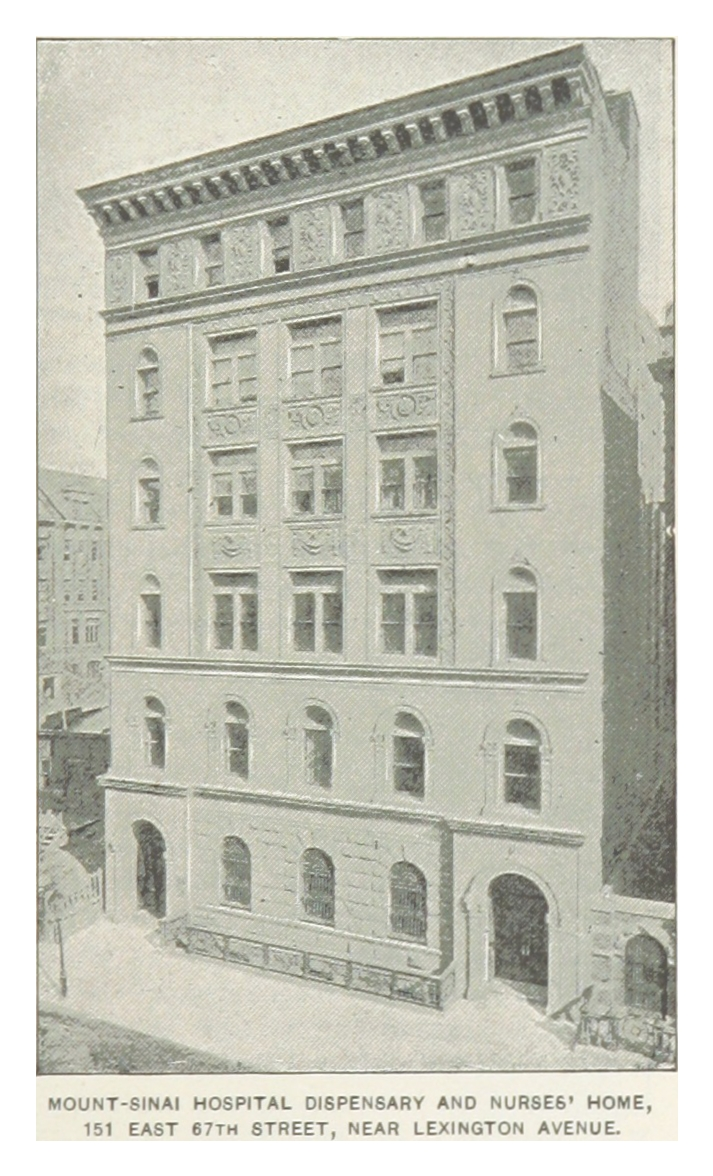
b. siedziba Konsulatu Generalnego RP w Nowym Jorku przy 149–151 East 67th St. (1932–1945) oraz Konsulatu/Konsulatu Generalnego PRL (1945–1973), również Stałego Przedstawicielstwa PRL przy NZ (–1959)

Stałe Przedstawicielstwo Rzeczypospolitej Polskiej przy Narodach Zjednoczonych w Nowym Jorku (ang. Permanent Mission of the Republic of Poland to the United Nations in New York) – polska misja dyplomatyczna przy Organizacji Narodów Zjednoczonych z siedzibą w Nowym Jorku.
Historycznie misja kontynuuje prace Przedstawicielstwa RP przy Lidze Narodów, z siedzibą w Genewie (1919–1945).
Obecnie funkcjonują też jeszcze dwa przedstawicielstwa Polski przy ONZ – w Genewie i w Wiedniu.

## Siedziba
Stałą misję PRL przy ONZ w Nowym Jorku utworzono w 1947. Do 1959 przedstawicielstwo mieściło się w budynku Konsulatu PRL z 1890 przy 149–151 East 67th Street (1953-1957), w latach 1959–2011 w domu (proj. Ernest Flagg) z 1912 b. wydawcy Charlesa Scribnera (Charles Scribner House) nieopodal Central Parku przy 9 East 66th Street, obecnie w kompleksie biurowców z 1958 (proj. Emery, Roth & Sons), określanych też jako Grand Central Square Bldg, przy 750 Third Avenue/Grand Central Square, gdzie zajmuje część 29. i całe 30. piętro biurowca.